# Aitné
Pour les articles homonymes, voir Aetna.
Aitné, Aïtné ou Aetna (J XXXI Aitne) est une lune de Jupiter.  Elle fut découverte en 2001 (d'où sa désignation temporaire S/2001 J 11). Elle appartient au groupe de Carmé, constitué de lunes irrégulières et rétrogrades qui orbitent Jupiter entre 23 et 24 Gm de distance à une inclinaison de 165°.
Elle tire son nom de Aitna/Aitné (Etna), le fameux volcan sicilien. Aitné en était la personnification divine, l'Ouros (Montagne). Elle aurait résolu le différend opposant Héphaïstos à Déméter au sujet de la possession de l'île. Les Palici sont les dieux jumeaux siciliens des geysers, fils d'Etna ou Thalie par Zeus ou Héphaïstos.